# Dana Point
Dana Point ist eine Stadt im Orange County im US-Bundesstaat Kalifornien mit 33.107 Einwohnern (Stand: 2020).
Die Stadt hat sich als beliebter Wassersportort einen Namen gemacht und zeichnet sich durch ihre weiten Strände am Pazifik aus.

## Lage

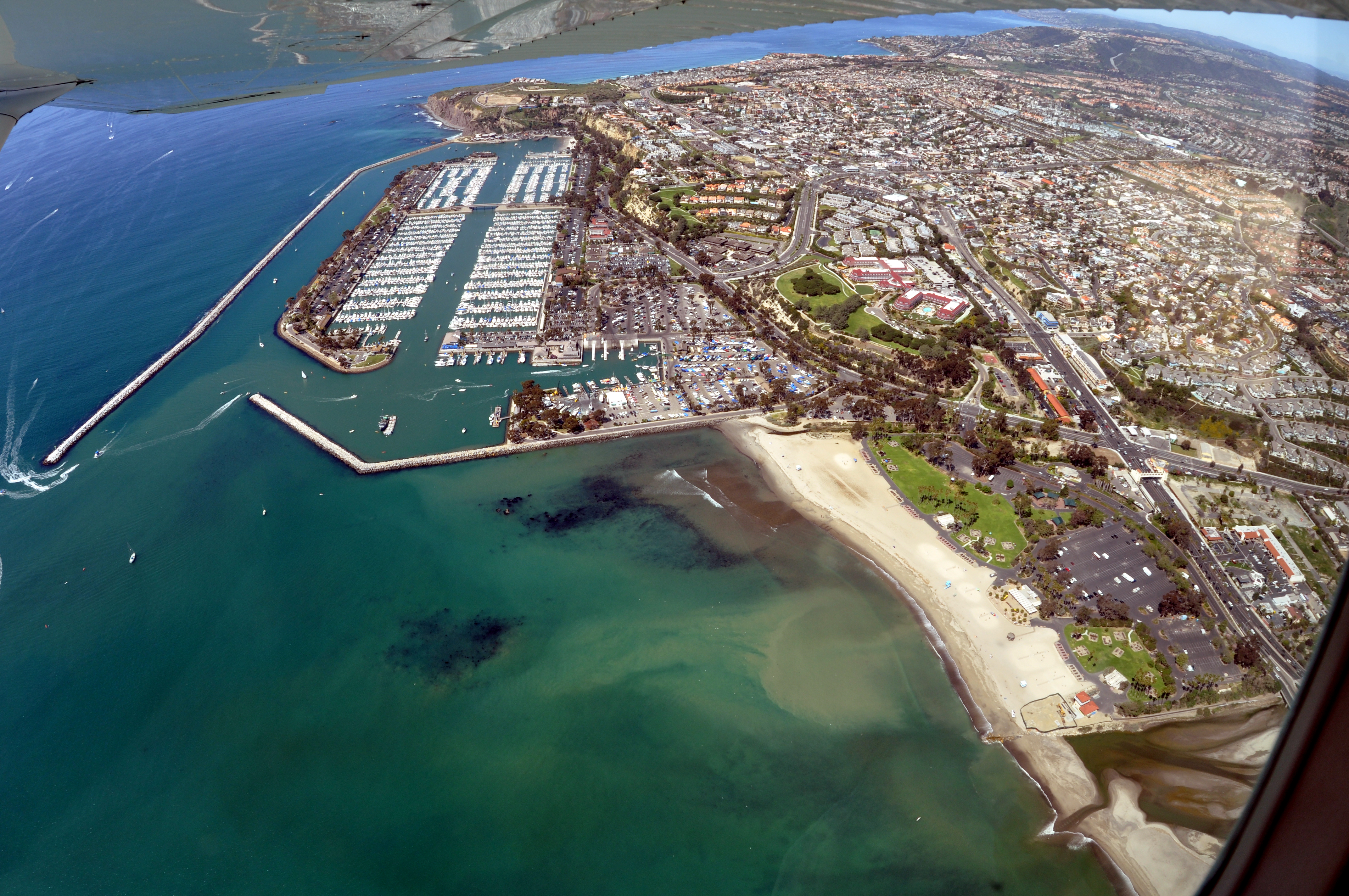
Luftbild von Dana Point

Dana Point liegt auf halbem Weg zwischen den südkalifornischen Metropolen Los Angeles und San Diego auf einer schmalen Landzunge an der Pazifikküste. Der Ort reiht sich in die Kette der Küstenstädte im Orange County ein, die durch die Interstate 5 und die California State Route 1 (Pacific Coast Highway) untereinander verbunden sind. Direkt an Dana Point grenzen die Ortschaften Laguna Beach, Laguna Niguel und San Juan Capistrano im Norden sowie San Clemente im Süden.
Die Stadt besticht durch ihre reizvolle Lage am Meer. Dana Point schmiegt sich an das hügelige Umland zwischen den steil abfallenden Klippen. Die kleine Landzunge, die den Namen Headlands trägt und über dem Hafen in den Pazifik ragt, ist einer der malerischsten Orte an der kalifornischen Küste. Zwischen den Felsen finden sich feine Sandstrände, die zum Baden und Surfen einladen. Der San Juan Creek, der in den Santa Ana Mountains entspringt, mündet hier in den Pazifik und teilt das Stadtgebiet in zwei Hälften.

## Geschichte
Wohl schon seit Jahrhunderten bevölkerten kleine Gruppen von Indianern die Gegend um das heutige Städtchen. Im späten 18. Jahrhundert erreichten die ersten Europäer den Landstrich. Die 1776 durch Junípero Serra gegründete Mission San Juan Capistrano wenige Meilen im Landesinneren gab dieser Entwicklung den Anstoß. Durch die Spanier erhielt das Umland Bahia Capistrano seinen Namen.

Im Ken Sampson Overlook Park

Im Jahre 1818 näherten sich zwei argentinische Schiffe unter dem Kommando des Freibeuters Hipólito Bouchard der Küste und suchten in der nahen Bucht Schutz. Auf ihren Raubzügen machten die Piraten auch vor der nahegelegenen Mission keinen Halt. Kaum zwanzig Jahre später, 1835, segelte Richard Henry Dana Jr. mit dem Handelsschiff Pilgrim von Boston um Kap Hoorn herum nach San Francisco. Die Brigg ankerte auf ihrer Reise in derselben Bucht wie einst die Piraten, man trieb Handel mit den umliegenden Siedlungen. Dana schrieb seine Erlebnisse in dem 1840 erschienenen Roman Two Years Before the Mast nieder. Darin bezeichnete er die Bucht als „the only romantic spot on the California coast.“ Die Bewohner der Gegend erwiderten Ende des 19. Jahrhunderts dieses Kompliment, indem sie den Landstrich zu Ehren des Schriftstellers Dana Point tauften.
In den 1920er-Jahren trat schließlich Sidney H. Woodruff, ein Immobilienmakler aus Hollywood, auf den Plan. Der Investor hatte zuvor schon das weithin bekannte Hollywood Sign in den Hügeln oberhalb der Filmstadt aufstellen lassen. Nun erwarb er im gesamten Orange County Flächen entlang der Küste. Woodruffs Ziel war die Errichtung einer kleinen Stadt, die vermögenden Kaliforniern als Ferienresidenz dienen sollte. Die neuen Wohnhäuser wurden im spanischen Kolonialstil gehalten. Die Great Depression 1929 ließ allerdings weitere Bautätigkeiten ins Stocken geraten.
Erst in den 1950er-Jahren wurde Dana Point von einigen Surfern wiederentdeckt. Die Stadt machte sich in der Folge als bedeutender Wassersportort einen Namen, die Bucht war für ihre starke Brandung bekannt. Vor allem die legendäre Killer Dana, eine besonders hohe Welle, zog die Massen an. Die Eröffnung des Hafens 1971 setzte dem jedoch ein Ende. Dana Point wurde zum Ankerplatz für noble Yachten, deren Besitzer sich hier vermehrt niederließen. Seitdem hat sich an dieser Entwicklung nicht viel geändert. Das einst verschlafene Örtchen wuchs weiter und bekam im Jahre 1989 offiziell den Status einer city zuerkannt. Dana Point ist heute bei Touristen wie Strandurlaubern sehr beliebt, im Gegensatz zu anderen Küstenorten im Orange County jedoch weniger überlaufen.

## Demographie
Im Jahre 2008 hatte Dana Point 36.669 Einwohner. Bei der Volkszählung 2000 waren es noch 35.110 Bewohner, die sich auf 14.456 Haushalte und 9280 Familien verteilten.
Die Bevölkerungsdichte betrug 5290,1 Einwohner/km². Unter der Bevölkerung waren 87,25 % Weiße, 0,82 % Afroamerikaner, 0,57 % indianischer Abstammung, 2,52 % Asiaten und 15,49 % Latinos. In 26,6 % der Haushalte lebten Kinder unter 18 Jahren. Die größten Gruppen nach ethnischer Herkunft im Stadtgebiet waren: Deutsche 6.069 (17,4 %), Engländer 5.040 (14,5 %) und Iren 4.565 (13,1 %).
Das Durchschnittseinkommen im Jahr 2000 betrug 63.043 US-Dollar pro Haushalt, stieg bis 2008 jedoch auf 73.125 Dollar an. Insgesamt 6,7 % der Bevölkerung lebten unterhalb der Armutsgrenze.

## Verkehr

### Straßenverkehr
Die Interstate 5 tangiert den östlichen Stadtrand von Dana Point. Die in Nord-Süd-Richtung verlaufende Autobahn trägt den Beinamen San Diego Freeway und schwenkt hier von der Küste ins Landesinnere nach San Juan Capistrano. Die I-5 stellt eine schnelle Verbindung zu den südkalifornischen Millionenstädten Los Angeles und San Diego her. Beide Metropolen liegen in etwa gleicher Distanz ca. 60 Meilen (97 km) von Dana Point entfernt.

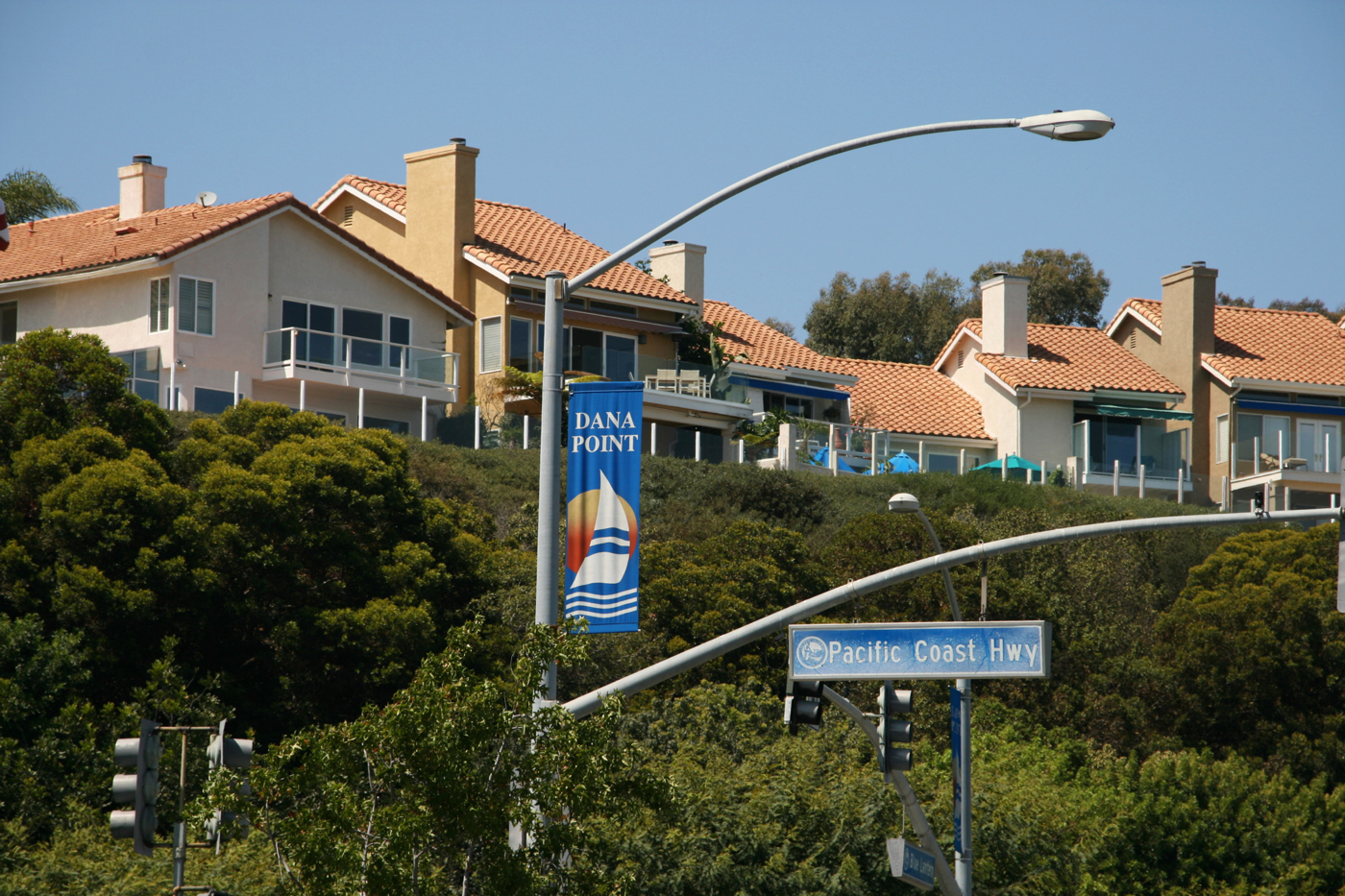
An der California State Route 1 (Pacific Coast Highway)

Die California State Route 1 hingegen führt direkt durch den Ortskern von Dana Point. Die Straße verläuft in Nord-Süd-Richtung meist in Sichtweite des Meeres und ist daher auch unter dem Namen Pacific Coast Highway bekannt. Aufgrund des landschaftlich sehr ansprechenden Verlaufs erfreut sie sich bei Autofahrern großer Beliebtheit. Die wie an einer Perlenschnur aufgereihten Küstenstädte im Orange County werden durch die CA 1 miteinander verbunden. Mit einer Gesamtlänge von 1055 km ist die Straße die längste State Route im Bundesstaat Kalifornien, sie beginnt nicht weit entfernt ca. 10 Meilen (16 km) südlich in San Clemente.
Die Busse der Orange County Transportation Authority (OCTA) ermöglichen Verbindungen zu lokalen und regionalen Zielen. Die Line 91 stellt den Anschluss zum nächsten Bahnhof im 5 Meilen (8 km) nordöstlich gelegenen San Juan Capistrano her. Mit der Line 1, die regelmäßig auf der Route Long Beach−San Clemente verkehrt, kann man alle anderen Küstenorte im Orange County erreichen.

### Schienenverkehr
Die Eisenbahnstrecke von Los Angeles nach San Diego führt durch das Stadtgebiet von Dana Point. Die Bahnlinie folgt dem Flusslauf des San Juan Creek und dient hauptsächlich dem Personenverkehr. Die Stadt selbst hat jedoch keinen Bahnhof, die nächsten Haltepunkte befinden sich in kurzer Distanz in San Juan Capistrano und San Clemente. Von dort bieten Züge der Amtrak und Metrolink gute Verbindungen innerhalb Südkaliforniens an.

## Sehenswürdigkeiten

### Innerorts
Die Landschaft um Dana Point ist geprägt von Buchten, Klippen und Stränden. Der Ortskern ist im Stile spanischer Kolonialarchitektur gehalten und befindet sich etwas oberhalb des Hafens. Von zahlreichen Aussichtspunkten eröffnen sich Blicke auf das Meer. Das Visitor Center in der Golden Lantern Street informiert über die örtlichen Attraktionen, die fast alle in der Nähe des Meeres liegen:

Der Hafen

- Der Dana Point Harbor ist meist der erste Anlaufpunkt für Besucher und bietet Platz für annähernd 2.500 Yachten. Hier befinden sich Geschäfte und Cafés und es starten die Fähren nach Santa Catalina Island und die sogenannten Whale-Watching-Touren.
- Das Ocean Institute im Hafen gibt einen Einblick in die Unterwasserwelt des Pazifiks. In Aquarien leben Oktopusse, Quallen und diverse weitere Meeresbewohner. Das Institut besitzt mehrere Forschungs- und Segelschiffe, die teilweise für Ausflugsfahrten genutzt werden.[8]
- Die Pilgrim ist eine 1945 gebaute und Replik der gleichnamigen Brigg aus dem 19. Jahrhundert. Sie wurde von Richard Henry Dana Jr. in dem 1840 erschienenen Roman Two Years Before the Mast verewigt. Das Segelschiff liegt im Hafen am Ocean Institute vor Anker, im Sommer geht es auf Rundfahrt entlang der kalifornischen Küste.
- Vom Ken Sampson Overlook Park ergibt sich ein Blick auf das Meer und den tiefer in der Bucht gelegenen Hafen. Eine Gedenktafel erinnert hier an den Schriftsteller Richard Henry Dana, Jr., nach dem die Stadt benannt.
- Eine weitere Sehenswürdigkeit ist zudem das Dana Point Lighthouse, ein im 19. Jahrhundert erbauter Leuchtturm. Das Gebäude befindet sich auf den Klippen über dem Meer.

### Umgebung
Im gesamten Orange County finden sich zahlreiche weitere Attraktionen. Der Übersicht halber erwähnt seien hier allerdings nur die Sehenswürdigkeiten in Dana Points unmittelbarer Umgebung:
- Die Mission San Juan Capistrano ist mit ihrer Gründung 1776 eine der ältesten spanischen Missionen in Kalifornien. Die Kirchenanlage befindet sich in dem gleichnamigen Städtchen San Juan Capistrano, rund 3 Meilen (5 km) nordöstlich im Landesinneren. Ein kleines Museum informiert über den Ort.
- Die der Küste vorgelagerte Insel Santa Catalina Island mit ihrem reizenden Hauptort Avalon ist über eine kurze Bootsfahrt zu erreichen. Regelmäßige Fährverbindungen beginnen im örtlichen Hafen.
- Vor der Küste von Dana Point kann man Grauwale beobachten. Die Meeressäuger verbringen den Sommer in arktischen Gewässern und ziehen in den Wintermonaten südwärts. Die ostpazifische Population überwintert dabei vor den Küsten von Kalifornien und Mexiko. Saisonal begrenzt bieten mehrere Unternehmen vom Hafen aus Bootstouren zum sogenannten Whale Watching an.

## Freizeitaktivitäten und Veranstaltungen
Die Stadt hat als bedeutender Wassersportort Bekanntheit erlangt. Der Hafen ist Heimat von bis zu 2.500 Yachten, Segeln und Surfen zählen zu den beliebtesten Freizeitbeschäftigungen. Mehrere Golfplätze im hügeligen Hinterland ergänzen das Angebot.
Die weitläufigen Strände um Dana Point laden zum Baden und Surfen ein:
- Der Salt Creek Beach Park liegt versteckt zwischen den Klippen und umschließt einen kleinen Sandstrand. Bei Ebbe kann man in den Felsen am Meer umhergehen und kleinem Meeresgetier in den tidepools (Gezeitenbecken) zusehen.
- Der Doheny State Beach ist ein etwas größerer Strandabschnitt mit einem angeschlossenen Campingplatz. Das Naturschutzgebiet ist als State Park registriert.[9] Der State Beach entstand 1931, nachdem der Geschäftsmann Edward L. Doheny das Gelände dem Staat Kalifornien überlassen hatte.

Eine der interessantesten Veranstaltungen in Dana Point ist wohl das jährliche Tall Ships Festival im September. Im Hafen wimmelt es dann vor historischen Segelschiffen, das Treffen ist das größte seiner Art an der Westküste der Vereinigten Staaten.

## Dana Point in Kunst und Medien

### In Film und Fernsehen
Die Stadt war bereits Schauplatz und Drehort für mehrere Film- und Fernsehproduktionen, von denen die meisten jedoch eher weniger bekannt sind. Unter den bemerkenswerteren befindet sich allerdings:
- Der Sturm (2000), der Katastrophenfilm von Wolfgang Petersen spielt eigentlich in dem kleinen Städtchen Gloucester an der Ostküste der Vereinigten Staaten. Einige Aufnahmen wurden allerdings auf See vor der Küste von Dana Point gedreht.[12]

### In der Literatur
Im Jahre 1835 segelte Richard Henry Dana Jr. an Bord des Bostoner Handelsschiffs Pilgrim nach Kalifornien. Die Brigg ankerte dabei auch in der Bucht vor dem heutigen Dana Point. In dem 1840 erschienenen Roman Two Years Before the Mast hat Dana, nach dem die Bucht später benannt wurde, seine Erlebnisse festgehalten. Darin bezeichnete er die Gegend als „the only romantic spot on the California coast.“ Eine Replik des dargestellten Schiffes liegt heute im dortigen Hafen.

## Söhne und Töchter der Stadt
- Steve Hegg (* 1963), Radrennfahrer
- Melinda Clarke (* 1969), Schauspielerin
- Sam Darnold (* 1997), Footballspieler
- Katie McLaughlin (* 1997), Schwimmerin